# Jacob J. Hinlopen (1644-1705)

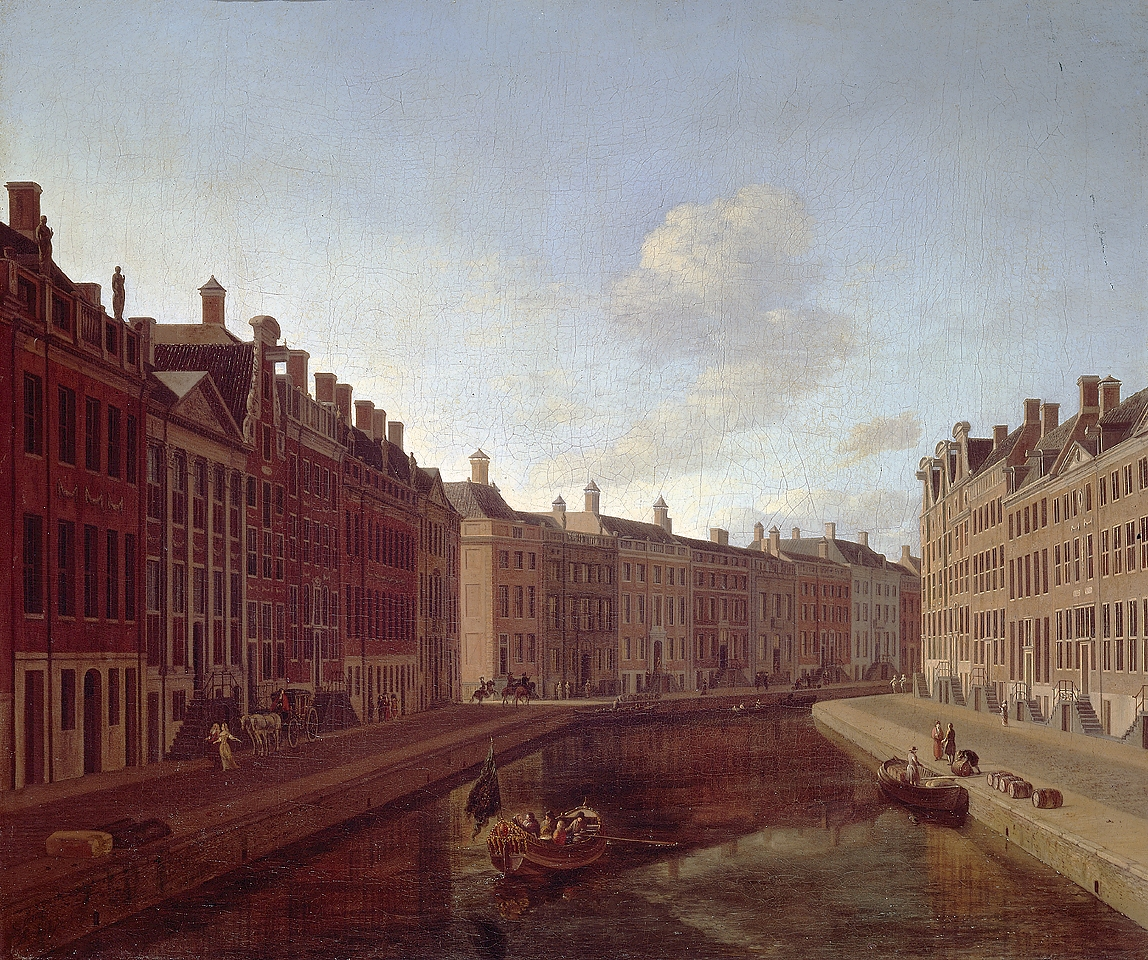
Gerrit Adriaensz. Berckheyde. De bocht van de Herengracht te Amsterdam. 1685.

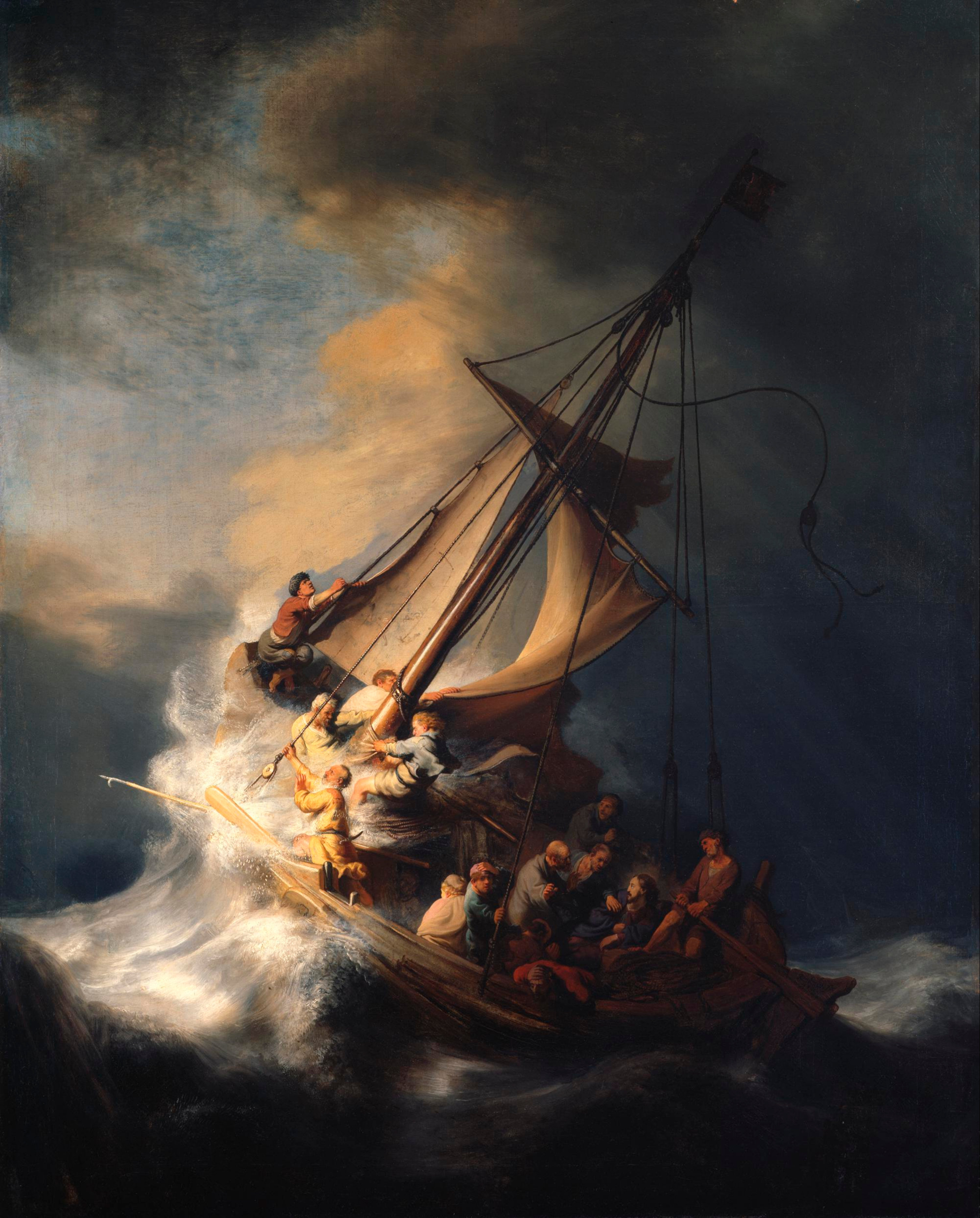
Christus in de storm op het meer van Genesareth; het enige maritieme stuk van Rembrandt (1633), 160 x 127cm, verblijfplaats onbekend

Jacob Jacobsz. Hinlopen (19 maart 1644 – 14 maart 1705) was commissaris (1666), schepen (1672), raad (1680), bewindhebber van de VOC, schout (1691) en burgemeester (1694).
Hij werd gedoopt te Amsterdam in de Nieuwe Kerk op 22 maart 1644 en is in Amsterdam overleden op 14 maart 1705.
Jacob J. Hinlopen was een regent, afkomstig uit de familie Hinlopen. Hij trouwde met zijn volle nicht Deborah Popta (1644-1700). Hij was de vader van Jacob J. Hinlopen (1668-1698).
Hinlopen verhuisde in 1680 naar een pand in de Gouden Bocht, tegenwoordig het Goethe Instituut. In 1696, tijdens het Aansprekersoproer, wist hij het volk te bedaren, dat bij burgemeester Jacob Boreel, de boel kort en klein had geslagen. Zijn neef Michiel Hinlopen was actief in de Sint Antoniesbreestraat, waar het Pintohuis werd belegerd.
Jacob J. Hinlopen was de eigenaar van een roemruchte Rembrandt Christus in de storm op het meer van Genesareth. Het tamelijk grote schilderij werd in 1990 op brute wijze gestolen uit een museum uit Boston. Het is nog steeds niet terecht.